# Чуркино (Ивановская область)
Чуркино — деревня в Пестяковском районе Ивановской области России, входит в состав Нижнеландеховского сельского поселения.

## География
Деревня расположена на берегу реки Ландех в 2 км на восток от центра поселения села Нижний Ландех и в 16 км на юго-запад от райцентра рабочего посёлка Пестяки.

## История
Деревня Коркино-Чуркино впервые упоминается в 1621 году в жалованной грамоте царя Михаила Федоровича князю Д.М. Пожарскому. 
В конце XIX — начале XX века деревня входила в состав Нижнеландеховской волости Гороховецкого уезда Владимирской губернии, с 1925 года — в составе Пестяковской волости Шуйского уезда Иваново-Вознесенской губернии. В 1859 году в деревне числилось 22 дворов, в 1905 году — 17 дворов.
С 1929 года деревня входила в состав Нижне-Ландеховского сельсовета Ландеховского района, с 1931 года — в составе Пестяковского района, с 2015 года — в составе Нижнеландеховского сельского поселения.

## Население
| 1859 | 1905 | 2010 |
| ---- | ---- | ---- |
| 107  | ↗139 | ↘2   |